# جينوم بشري

رسم بياني للشكل الخلوي المضاعف للصبغيات في الإنسان يبين تنظيم الجينوم البشري على هيئة صبغيات ويُظهر أيضا النموذج الذكري (XY) والأنثوي (XX) للصبغي رقم 23. كما هو موضح بالرسم، وتظهر الصبغيات متراصة حول القطعة المركزية.

الجينوم البشري أو المجين البشري (بالإنجليزية: Human Genome)‏ هو مجموعة كاملة من المعلومات الوراثية للإنسان (Homo sapins) الموجودة في تسلسل الحمض الريبوزي النووي منقوص الأكسجين (الدي أن إيه (DNA)) في 23 زوجاً من الصبغيات في نواة الخلية بالأضافة إلى الحمض النووي داخل الميتوكوندريا. ويشمل الجينوم البشري على الحمض النووي المكود للبروتينات والحمض النووي المهمل غير المكود للبروتينات على حد سواء. يتكون الجينوم البشري الفرداني (الموجود في خلايا البويضة والحيوانات المنوية) من ثلاثة مليارات زوج من الدنا (DNA)، في حين أن الجينوم المضاعف (الموجود في الخلايا الجسدية) يحوي على ضعف محتوى هذا المحتوى. الاختلافات في تسلسل الجينوم بين البشر صغيرة جداً (سواء سود أو بيض أو هنود حمر) ولا تزيد عن 0.1 ٪ فقط. وهذه النسبة أصغر بكثير من الاختلافات بين البشر والحيوانات الأقرب (تطورياً) لهم؛ الشمبانزي على سبيل المثال (يبلغ الاختلاف عن البشر حوالي 4 ٪).
ساهم مشروع الجينوم البشري في إنتاج تسلسل الجينوم الكامل الأول للإنسان في عام 2003. ومنذ ذلك الحين، تم فك تسلسل الآلاف من الجينومات البشرية نتيجة التطور المذهل في تكنولوجيا فك التسلسل (Next Generation Sequencing) والتي جعلت هذه العملية أرخص وأسرع بكثير. وتستخدم البيانات الناتجة في جميع أنحاء العالم في مجال العلوم الطبية الحيوية، وعلم الإنسان، والطب الشرعي وغيرها من فروع العلم. هناك توقعات على نطاق واسع أن الدراسات الجينية سوف تؤدي إلى التقدم في تشخيص وعلاج الأمراض، وإلى رؤى جديدة في العديد من مجالات علم الأحياء، بما في ذلك تطور الإنسان.
على الرغم من أن تسلسل الحمض النووي الدنا (DNA) في الجينوم البشري حدد بالكامل، إلا انه لا يزال غير مفهوم تماماً. وقد حددت معظم الجينات من خلال مزيج من المناهج التجريبية ذات الأنتاجية العالية والمعلوماتية الحيوية، ولكن لا يزال هناك الكثير من العمل يجب القيام بهِ لمعرفة الوظائف البيولوجية لمنتجات الحمض النووي من البروتينات والحمض الريبوزي النووي رنا (RNA). وتشير النتائج الأخيرة إلى أن كميات كبيرة من الحمض النووي غير المكودة داخل الجينوم ترتبط بالأنشطة الكيميائية الحيوية في الخلية، بما في ذلك تنظيم التعبير الجيني، وتنظيم بنية الصبغي، والإشارات المتحكمة في الوراثة اللاجينية. ويحتوي الجينوم البشري المفرد على ما يقرب من 20,000 من الجينات المكودة (مشيفرة)للبروتينات، والذي هو أقل بكثير مما كان متوقعاً. ولذلك لا يشكل التسلسل المكود (مشفّر) للبروتينات سوى جزء صغير جداً من الجينوم (حوالي 1.5 ٪ )، ويرتبط باقي تسلسل الجينوم البشري بالحمض النووي المهمل غير المكود للبروتينات، وتسلسلات الدنا التنظيمية، والرتروترانسبوزون، والإنترونات، والمتواليات التي حتى الآن لم تتضح أي وظيفة لها.

## التنظيم الجزيئي ومحتوى الجينات
يبلغ طول الجينوم البشري حوالي ثلاثة مليارات زوج من القواعد، بصورة 22 صبغياً، بالإضافة إلى صبغي X (واحد في الذكور، وأثنان في الإناث)، وصبغي Y واحد في الذكور. كل ذلك في صورة جزيئات كبيرة من الحمض النووي الخطي داخل نواة الخلية. ويشتمل الجينوم البشري أيضا على الحمض النووي الموجود في الميتوكوندريا، وهو جزيء دائري صغير نسبيا موجود في كل ميتوكوندريا.
المعلومات الأساسية عن هذه الجزيئات ومحتواها الجيني، في الجدول التالي. استناداً على مرجع الجينوم الذي لا يمثل تسلسل أي فرد معين. (مصدر البيانات: ENSEMBL متصفح الجينوم الإصدار 68، تموز/يوليه 2012)
| ! صبغي                    | الطول (ملم) | عدد أزواج القواعد | المتغيرات | البروتينات المؤكدة | البروتينات المفترضة | الجينات الكاذبة | ميكرو رنا | الرنا الريبوسومي | رنا صغير النواة | رنا صغير النويه | متفرقات رنا الغير مكود | روابط | موقع السنترومير (Mbp) | التراكمية (%) |
| ------------------------- | ----------- | ----------------- | --------- | ------------------ | ------------------- | --------------- | --------- | ---------------- | --------------- | --------------- | ---------------------- | ----- | --------------------- | ------------- |
| 1                         | 85          | 249,250,621       | 4,401,091 | 2,012              | 31                  | 1,130           | 134       | 66               | 221             | 145             | 106                    | EBI   | 125.0                 | 7.9           |
| 2                         | 83          | 243,199,373       | 4,607,702 | 1,203              | 50                  | 948             | 115       | 40               | 161             | 117             | 93                     | EBI   | 93.3                  | 16.2          |
| 3                         | 67          | 198,022,430       | 3,894,345 | 1,040              | 25                  | 719             | 99        | 29               | 138             | 87              | 77                     | EBI   | 91.0                  | 23.0          |
| 4                         | 65          | 191,154,276       | 3,673,892 | 718                | 39                  | 698             | 92        | 24               | 120             | 56              | 71                     | EBI   | 50.4                  | 29.6          |
| 5                         | 62          | 180,915,260       | 3,436,667 | 849                | 24                  | 676             | 83        | 25               | 106             | 61              | 68                     | EBI   | 48.4                  | 35.8          |
| 6                         | 58          | 171,115,067       | 3,360,890 | 1,002              | 39                  | 731             | 81        | 26               | 111             | 73              | 67                     | EBI   | 61.0                  | 41.6          |
| 7                         | 54          | 159,138,663       | 3,045,992 | 866                | 34                  | 803             | 90        | 24               | 90              | 76              | 70                     | EBI   | 59.9                  | 47.1          |
| 8                         | 50          | 146,364,022       | 2,890,692 | 659                | 39                  | 568             | 80        | 28               | 86              | 52              | 42                     | EBI   | 45.6                  | 52.0          |
| 9                         | 48          | 141,213,431       | 2,581,827 | 785                | 15                  | 714             | 69        | 19               | 66              | 51              | 55                     | EBI   | 49.0                  | 56.3          |
| 10                        | 46          | 135,534,747       | 2,609,802 | 745                | 18                  | 500             | 64        | 32               | 87              | 56              | 56                     | EBI   | 40.2                  | 60.9          |
| 11                        | 46          | 135,006,516       | 2,607,254 | 1,258              | 48                  | 775             | 63        | 24               | 74              | 76              | 53                     | EBI   | 53.7                  | 65.4          |
| 12                        | 45          | 133,851,895       | 2,482,194 | 1,003              | 47                  | 582             | 72        | 27               | 106             | 62              | 69                     | EBI   | 35.8                  | 70.0          |
| 13                        | 39          | 115,169,878       | 1,814,242 | 318                | 8                   | 323             | 42        | 16               | 45              | 34              | 36                     | EBI   | 17.9                  | 73.4          |
| 14                        | 36          | 107,349,540       | 1,712,799 | 601                | 50                  | 472             | 92        | 10               | 65              | 97              | 46                     | EBI   | 17.6                  | 76.4          |
| 15                        | 35          | 102,531,392       | 1,577,346 | 562                | 43                  | 473             | 78        | 13               | 63              | 136             | 39                     | EBI   | 19.0                  | 79.3          |
| 16                        | 31          | 90,354,753        | 1,747,136 | 805                | 65                  | 429             | 52        | 32               | 53              | 58              | 34                     | EBI   | 36.6                  | 82.0          |
| 17                        | 28          | 81,195,210        | 1,491,841 | 1,158              | 44                  | 300             | 61        | 15               | 80              | 71              | 46                     | EBI   | 24.0                  | 84.8          |
| 18                        | 27          | 78,077,248        | 1,448,602 | 268                | 20                  | 59              | 32        | 13               | 51              | 36              | 25                     | EBI   | 17.2                  | 87.4          |
| 19                        | 20          | 59,128,983        | 1,171,356 | 1,399              | 26                  | 181             | 110       | 13               | 29              | 31              | 15                     | EBI   | 26.5                  | 89.3          |
| 20                        | 21          | 63,025,520        | 1,206,753 | 533                | 13                  | 213             | 57        | 15               | 46              | 37              | 34                     | EBI   | 27.5                  | 91.4          |
| 21                        | 16          | 48,129,895        | 787,784   | 225                | 8                   | 150             | 16        | 5                | 21              | 19              | 8                      | EBI   | 13.2                  | 92.6          |
| 22                        | 17          | 51,304,566        | 745,778   | 431                | 21                  | 308             | 31        | 5                | 23              | 23              | 23                     | EBI   | 14.7                  | 93.8          |
| X                         | 53          | 155,270,560       | 2,174,952 | 815                | 23                  | 780             | 128       | 22               | 85              | 64              | 52                     | EBI   | 60.6                  | 99.1          |
| Y                         | 20          | 59,373,566        | 286,812   | 45                 | 8                   | 327             | 15        | 7                | 17              | 3               | 2                      | EBI   | 12.5                  | 100.0         |
| حمض نووي في الميتوكوندريا | 0.0054      | 16,569            | 929       | 13                 | 0                   | 0               | 0         | 2                | 0               | 0               | 22                     | EBI   | N/A                   | 100.0         |

الجدول 1 (أعلاه) يلخص التنظيم المادي والمحتوى الجيني لمرجع الجينوم البشري، مع وجود وصلات إلى التحليل الأصلي كما نشر في قاعدة بيانات (مشروع قاعدة بيانات جينوم إنسنبل) التابعة لكل من المعهد الأوروبي للمعلوماتية الحيوية (EPI) و معهد ويلكم ترست سانغر. تم حساب أطوال الصبغيات بضرب عدد أزواج القواعد في 0.34 نانومتر (المسافة بين أزواج القواعد في الحلزون المزدوج للحمض النووي). وقدر عدد البروتينات، استناداً إلى العدد الأولي لنسخ طلائع مرسال الرنا (precursor mRNA)، لا يشمل ذلك منتجات بدائل الوصل لمركبات مرسال الرنا (alternative pre-mRNA splicing)، أو إدخال تعديلات على هيكل البروتين التي تحدث بعد الترجمة.
ترمز عدد المتغيرات الوراثية إلى ملخص التغييرات المهمة في تسلسل الحمض النووي التي حددت بواسطة تحليل التسلسل بقاعدة البيانات (ENSMBL) اعتبارا من تموز/يوليه، عام 2012؛ هذا العدد من المرجح أن يصعد مع دراسة وفك تسلسل عدد أكبر من الجينوم للأفراد. بالإضافة إلى المحتوى الجيني المبين في هذا الجدول، وقد حدد عدد كبير من التسلسل غير الوظيفي وغير المُكود للبروتين في الجينوم البشري. روابط فتح نوافذ لتسلسل المرجع الصبغي في متصفحات جينوم «المعهد الأوربي للمعلوماتية الحيوية» (E)، المركز الوطني لمعلومات التكنولوجيا الحيوية (N)، أو جامعة كاليفورنيا، سانتا كروز (U). كما يوضح الجدول مدى انتشار الجينات الوظيفية المُكودة للبروتين في الجينوم.
| الجدول 2. عدد الجينات البشرية في قواعد البيانات المختلفة اعتبارا من يوليو 2018 |                  |                                              |                         |                                         |
|                                                                                | الشيفرة الوراثية | انسمبل (هو متصفح الجينوم للجينومات الفقارية) | قاعدة البيانات المرجعية | تشيس (اسم مشروع آخر يخص الجينوم البشري) |
| جينات ترميز البروتين                                                           | 19,901           | 20,376                                       | 20,345                  | 21,306                                  |
| جينات ترميز الـ رنا                                                            | 15,779           | 14,720                                       | 17,712                  | 18,484                                  |
| الرنا المعاكس للكود                                                            | 5501             |                                              | 28                      | 2694                                    |
| الرنا مختصر الحمض النووي الريبي                                                | 2213             | 2222                                         | 13,899                  | 4347                                    |
| الجين الكاذب                                                                   | 14,723           | 1740                                         | 15,952                  |                                         |
| مجموع المنتسخات                                                                | 203,835          | 203,903                                      | 154,484                 | 328,827                                 |

توجد اختلافات فريدة في تسلسل الحمض النووي والتي حُددت في تسلسل الجينوم البشري الفردي الذي حلله متصفح الجينوم البشري إنسمبل اعتبارًا من ديسمبر 2016. من المتوقع أن يزداد عدد الاختلافات المحددة مع زيادة تسلسل الجينومات الشخصية وتحليلها. بالإضافة إلى المحتوى الجيني الموضح في الجدول السابق، حُدد عدد كبير من التسلسلات الوظيفية غير المعبر عنها في جميع أنحاء الجينوم البشري. تفتح الروابط نوافذ تسلسلات الكروموسومات المرجعية في متصفح جينوم إي بي آي.
الرنا غير المشفِّر الصغيرة عبارة عن عدد من الـ«رنا» قد تصل حتى 200 قاعدة غير حاوية على إمكانات تشفير البروتين. وتشمل هذه: الحمض النووي الريبي (الرنا الميكروي)، أو (مجموعة إم آي-آر إن أيه) (منظمات ما بعد النسخ من التعبير الجيني)، الرنا النووي الصغير، أو الرنا الريباسي (مكونات الحمض النووي الريبي لجسيم التضفير)، والحمض النووي الريبي الجزيئي الصغير، أو الحمض النووي الريبي النووي (المشاركة في إجراء تعديلات كيميائية على جزيئات الحمض النووي الريبي الأخرى). الرنا غير المشفر الطويل وهي عبارة عن جزيئات رنا أطول من 200 قاعدة بدون إمكانية تشفير البروتين. وهي تشمل: الرنا الريباسي (مكونات الرنا الريباسي)، بالإضافة إلى مجموعة متنوعة من الرناوات الطويلة الأخرى المشاركة في تنظيم التعبير الجيني وعلم التخلّق لنيوكليوتيدات الحمض النووي وبروتينات هستون وتنظيم نشاط ترميز البروتين الجيني. تنتج التباينات الصغيرة بين أعدادها الكلية الصغيرة وأعداد أنواع محددة من الرنا غير المشفرة الصغيرة عن القيم السابقة التي يتم الحصول عليها من إنسمبل الإصدار 87 والأخير من إنسمبل الإصدار 68.

### اكتمال تسلسل الجينوم البشري
على الرغم من تسلسل الجينوم البشري بالكامل من أجل بعض الأغراض العملية، ما يزال هناك المئات من الفجوات في التسلسل مع عدم اليقين من حوالي 5-10 ٪ (300 مليون قطعة أساسية أضيفت في عام 2018). أشارت دراسة حديثة إلى أكثر من 160 فجوة، منها 50 فجوة مغلقة. ومع ذلك، ما تزال هناك فجوات عديدة في الأجزاء غير المتجانسة من الجينوم والتي يصعب للغاية تسلسلها بسبب التكرارات العديدة وغيرها من ميزات التسلسل المستعصية.

## اقرأ أيضا
- أطلس جينوم السرطان
- مناطق التعجيل في الإنسان
- مشروع الجينوم البشري
- صفات معقدة (وراثة)
- أطلس البروتين البشري